# Messia nell'ebraismo

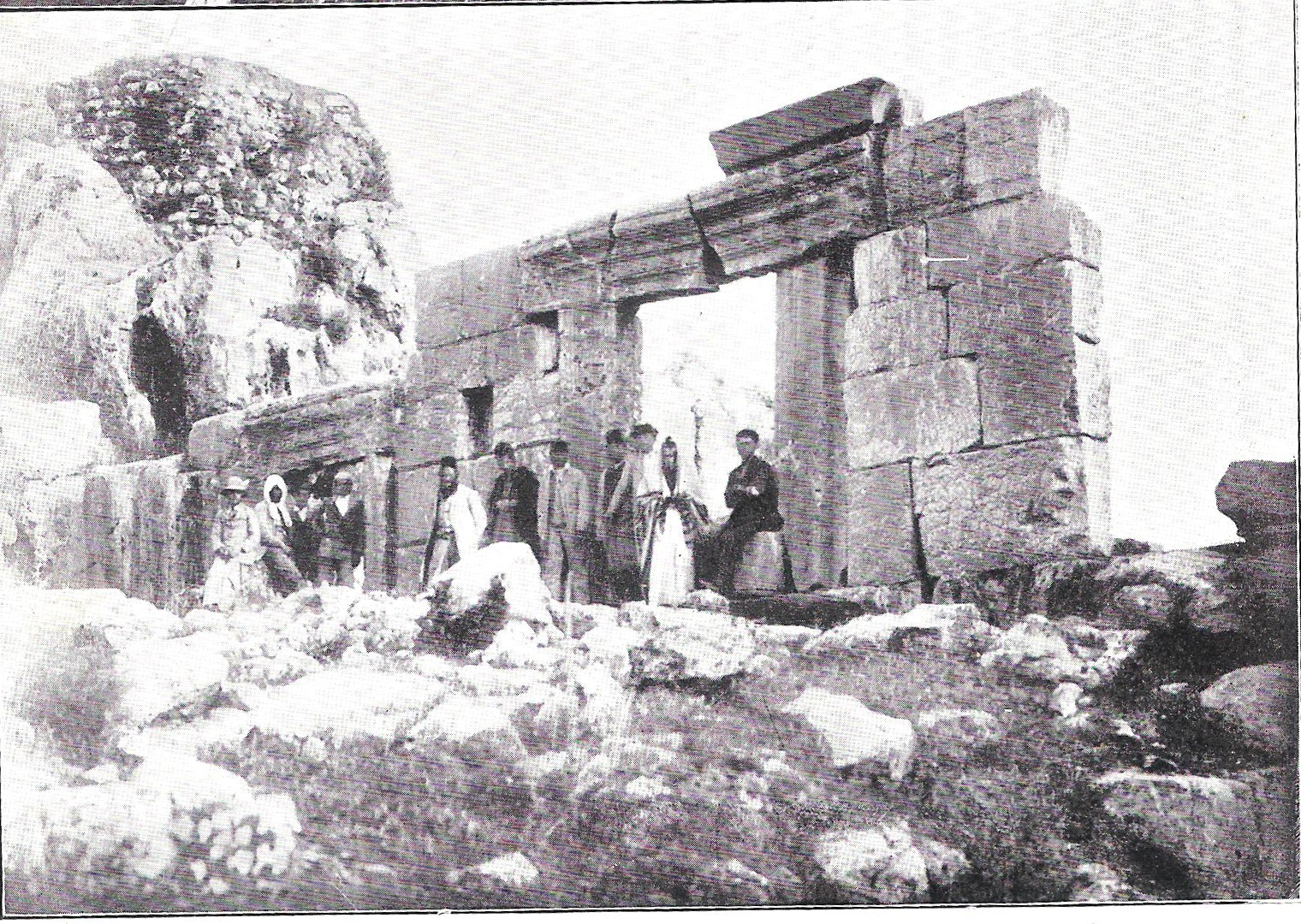
Pellegrini all'antica sinagoga di Meron (מֵירוֹן) vicino alla tomba di Shimon bar Yochai (1880). Gli ebrei di Safed credevano che il Messia sarebbe arrivato se e quando la porta di questa sinagoga fosse caduta. Nella foto, l'architrave della porta principale è incrinato e si appoggia precariamente, minacciando di crollare; nel 1960, il Dipartimento delle Antichità israeliano ha rafforzato la porta con calcestruzzo.

Il Messia nell'ebraismo (in ebraico מָשִׁיחַ‎?, Mašīaḥ, pronunciato mashiach, mashiah o moshiah, moshiach nella dizione ashkenazita; "unto") è un re futuro che porterà la salvezza a Israele e all'umanità ed insegnerà la Torah. La parola ebraica mashiach si riferisce appunto alla figura del Messia, "l'unto del Signore", nella religione ebraica, insieme alle idee e tradizioni ebraiche incentrate su di esso.
Nel Tanakh il rito dell'unzione di un re viene citato tutte e sole le volte che c'è un cambio di dinastia: esso perciò esprime approvazione divina e conferisce legittimità. Analogamente il rito viene eseguito per conferire la carica di sommo sacerdote; figura spesso indicata come "il sacerdote, quello unto" (Cohen ha-Mašīaḥ). L'unico personaggio, non rientrante in queste due categorie, a cui viene attribuito questo titolo è l'imperatore Ciro il Grande (Isaia 45:1), il cui ruolo di liberatore del popolo ebraico lo rende quasi un prototipo del messia escatologico.
Nell'Era Talmudica il titolo Mashiach o Méleḫ ha-Mašīaḥ (in ebraico מלך המשיח‎?, nella vocalizzazione tiberiense pronunciato Méleḵ haMMāšîªḥ), letteralmente significa "il Re unto", e si riferisce al leader umano e re ebraico che riscatterà Israele nella "Fine dei giorni" e che la condurrà verso un'era messianica di pace e prosperità sia per i vivi che per i morti. Il Messia ebraico, quindi, si riferisce a un leader umano, discendente fisicamente dalla stirpe di Re Davide, che governerà e unirà il popolo di Israele e che lo condurrà verso l'Era Messianica di pace globale e universale. Il Messia ebraico, a differenza di quello cristiano, non viene considerato divino e non corrisponde alla figura di Gesù di Nazaret. Bensì, esso viene visto come un Re che dovrà regnare.

## Origini e interpretazioni

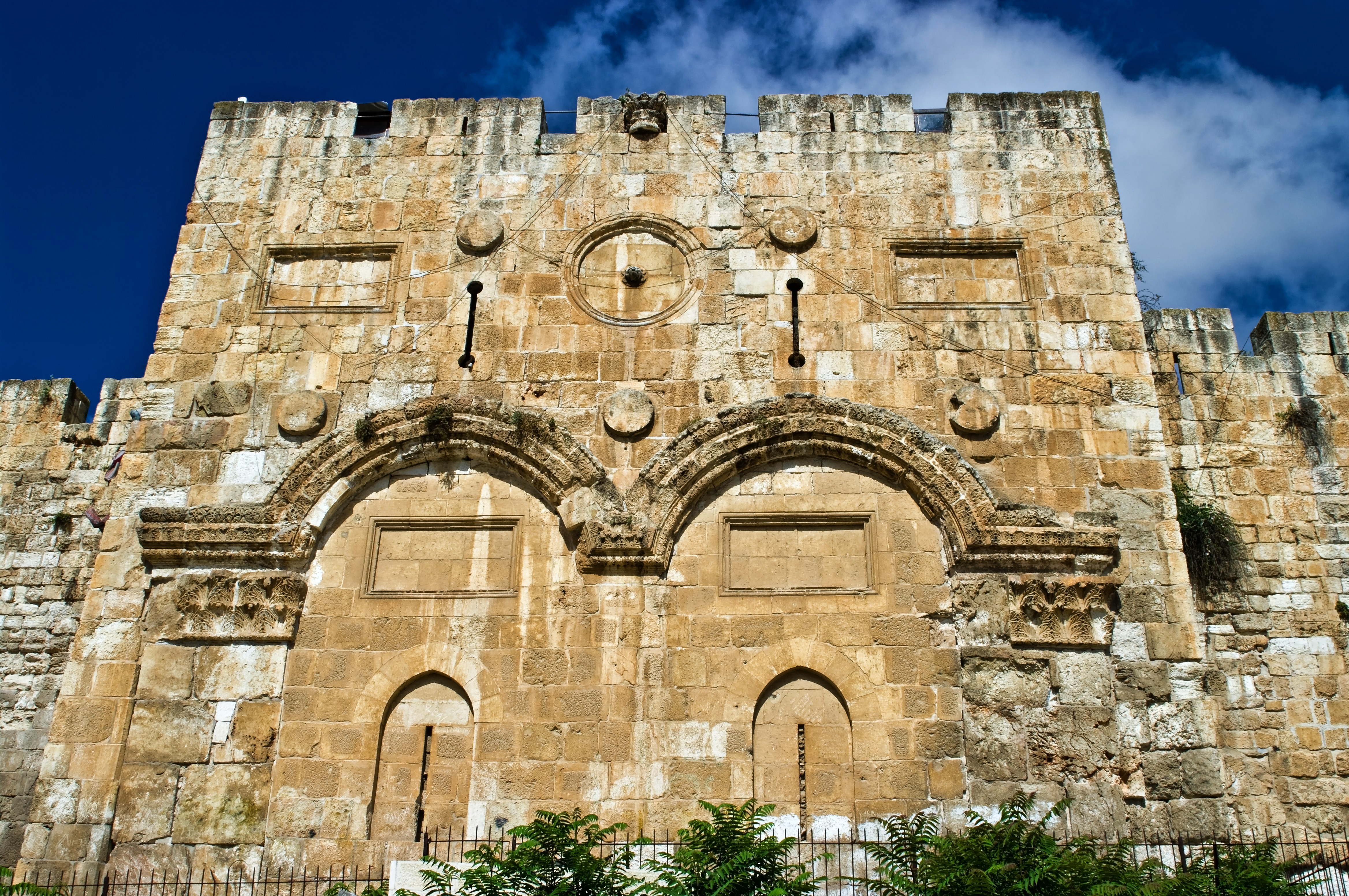
La Porta d'Oro di Gerusalemme da cui, secondo la tradizione ebraica, entrerà il Messia

### Tradizione storica
Nell'escatologia ebraica, il termine mashiach, o "Messia", finì per riferirsi ad un re futuro, discendente dalla Casa di Davide, che sarà "unto" con l'olio sacro e regnerà sul popolo ebraico durante l'Era Messianica. Spesso il Messia è chiamato "Re Messia", o in ebraico melekh mashiach (מלך משיח), e in aramaico malka meshiḥa.
Le interpretazioni dell'ebraismo ortodosso in genere sostengono che il Messia discenderà dal padre secondo il lignaggio della Casa di Davide, e radunerà gli ebrei riportandoli in Terra di Israele, inaugurerà un'era di pace, costruirà il Terzo Tempio, genererà un erede maschio, ricostituirà il Sinedrio e così via. La tradizione ebraica allude a due redentori, entrambi chiamati mashiach e coinvolti nel dare avvio all'Era Messianica: Mashiach ben David e Mashiach ben Yosef. In generale, il termine Messia (senza qualificarlo) si riferisce a Mashiach ben David (Messia, figlio di Davide).
A proposito del Messia il Midrash Pesikta Rabbati 36 (redattore: M. Friedmann) recita: Ed il Santo fece un accordo con [il Messia] e gli disse: "I peccati di quelli che sono perdonati per il tuo amore ti porrà sotto un giogo di ferro, e ti sarà fatto come a questo vitello i cui occhi sono deboli, e soffocheranno il tuo spirito sotto il giogo, e a causa dei loro peccati la tua lingua si attaccherà al palato. Sei disposto a questo?... Ma [il Messia] gli disse: "Sovrano del mondo, con la letizia del mio animo e la gioia del mio cuore io lo prendo su di me, a condizione che nessuno di Israele perisca e non solo nei miei giorni, ma anche quelli che sono nascosti nella polvere, e non solo i morti del mio tempo siano salvati, ma tutti i morti, dai morti dal primo uomo fino ad ora, anche i non nati e quelli che tu hai destinato all'esistenza. Quindi sono d'accordo, e a queste condizioni lo prenderò su di me. " Riferimento: Pesikta Rabbati (a cura di: M. Friedmann).Questa porzione di Midrash, chiamata Haggadah, è stata compilata nel 9 ° secolo e si basa sugli scritti dell'epoca talmudica, cioè 200 aC-400 dC.

### Talmud
Il Talmud riporta una lunga discussione sulla venuta del Messia (Sanhedrin 98a–99a, et al.) e descrive un periodo di libertà e di pace, che rappresenterà il tempo del bene ultimo per gli ebrei e per tutta l'umanità.
Nel Bavli (Talmud babilonese), il trattato Sanhedrin presenta quindi una disamina degli eventi che portano al ritorno del Messia, ad esempio:
(Rabbì Johanan)
(R. Johanan)
Attraverso la storia ebraica, gli ebrei hanno confrontato questi passaggi (e altri) con eventi contemporanei alla ricerca dei segni dell'imminente arrivo del Messia, continuando ai tempi odierni. Ad esempio, molti leader dell'ebraismo ortodosso hanno suggerito che la devastazione tra gli ebrei segnata dall'Olocausto può rappresentare un segno di speranza per l'imminente arrivo del Messia (per approfondire, cfr. Teologia dell'Olocausto).
Il Talmud racconta molte storie riguardo al futuro Messia, alcune di queste rappresentano famosi rabbini talmudici mentre ricevono apparizioni personali del profeta Elia e del Messia. Ad esempio:

### Interpretazione di Maimonide
Il rinomato medico e filosofo ebreo Maimonide esaminò la questione del Messia nella Mishneh Torah, una delle sue opere principali in 14 volumi, compendio della Legge ebraica (Halakhah), nella sezione Hilkhot Melakhim Umilchamoteihem, capitoli 11 & 12.
Secondo Maimonide Gesù di Nazaret non è il Messia, come viene affermato dai cristiani e dai musulmani. Nella sua Mishneh Torah scrive:
(Mishneh Torah, Sefer Shofetim)

### Antico Israele

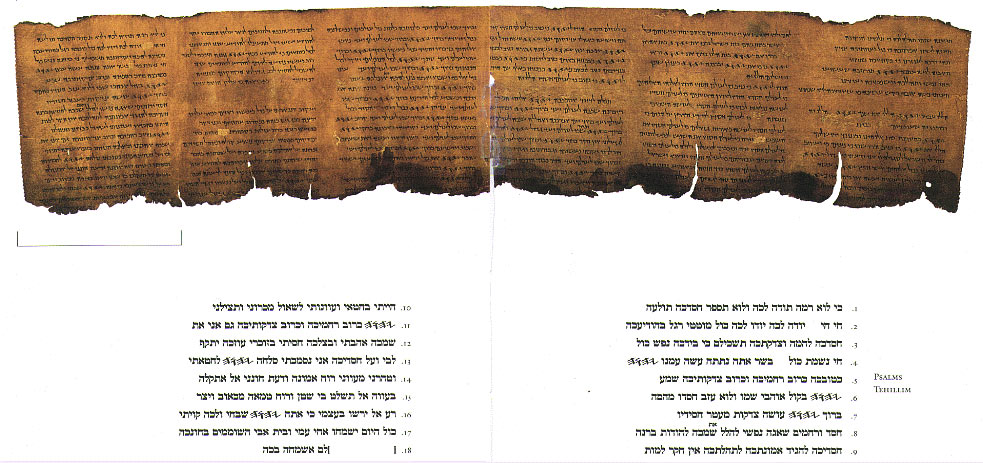
Frammento di manoscritto dei Rotoli del Mar Morto con trascrizione in ebraico

Molti tra i requisiti specificati nei testi concernenti il Messia, risultano quelli che, durante il suo regno, si trovano nel Libro di Isaia, anche se alcuni dettagli vengono menzionati in brani di altri testi profetici ebraici canonici. L'interpretazione se tali brani nel contesto originale della Bibbia ebraica siano messianici, varia da esegeta ad esegeta, che siano questi antichi studiosi o saggi rabbini o accademici moderni. Quanto segue si riscontra appunto in Isaia, Zaccaria, Ezechiele e Amos:
- Il Sinedrio verrà ristabilito (Isaia 1:26[18])
- Una volta diventato Re, i leader di altre nazioni cercheranno il Mashiach per essere guidati (Isaia 2:4[19])
- L'intero mondo adorerà l'Unico Dio di Israele (2:17 Isaia[20])
- Lui discenderà da Re Davide (11:1 Isaia[21]), attraverso la stirpe di Re Salomone (1 Cronache 22:8–10[22])
- Il Moshiach sarà un uomo di questo mondo, su di lui si poserà lo spirito del Signore, spirito di sapienza e di intelligenza, spirito di consiglio e di fortezza, spirito di conoscenza e di timore del Signore, un "timorato di Dio" (Isaia 11:2[23])

- La malvagità e la tirannia non potranno resistere di fronte al suo comando (Isaia 11:4[24])
- La conoscenza di Dio riempirà il mondo (Isaia 11:9[25])
- Lui includerà e attrarrà persone di tutte le culture e nazioni (Isaia 11:10[26])
- Tutti gli Israeliti saranno riportati alla loro madrepatria (Isaia 11:12[27])
- La morte sarà vinta per sempre (Isaia 25:8[28])
- Non vi sarà più fame o malattia, e la morte cesserà (Isaia 25:8[29])
- Tutti i morti risorgeranno (Isaia 26:19[30])
- Il popolo ebraico sperimenterà gioia eterna e felicità (Isaia 51:11[31])
- Sarà un messaggero di pace (Isaia 53:7[32])
- Le nazioni riconosceranno i torti che hanno fatto a Israele (Isaia 52:13–53:5[33])
- I popoli del mondo si rivolgeranno agli Ebrei per ricevere guida spirituale (Zaccaria 8:23[34])
- Le città in rovina d'Israele saranno ripristinate o restaurate (Ezechiele 16:55[35])
- Le armi da guerra saranno distrutte (Ezechiele 39:9[36])
- Il Tempio di Gerusalemme sarà ricostruito (Ezechiele 40[37]) riadempiendo a molti dei mitzvot sospesi
- Lui allora renderà perfetto l'intero mondo per servire tutti assieme Dio (Sofonia 3:9[38])
- Lui prenderà le terre desolate e le renderà fruttuose in abbondanza (Isaia 51:3[39], Amos 9:13–15[40], Ezechiele 36:29–30[41], Isaia 11:6–9[42])

## Secondo Tempio e Apocalittica
La maggioranza dei testi scritti durante il periodo del Secondo Tempio non fanno riferimento ad un Messia della fine del mondo. Tra i Rotoli del Mar Morto, ci sono alcuni riferimenti, tra cui il manoscritto 4Q521, l'"Apocalisse Messianica". Altri concetti messianici si riscontrano negli apocrifi e pseudoepigrafi dell'Antico Testamento. Allusioni messianiche vengono fatte per certi personaggi del passato, tra cui Menachem ben Hezekiah che tradizionalmente nacque nello stesso giorno in cui il Secondo tempio fu distrutto.

## Posizioni correnti

### Ebraismo ortodosso
L'ebraismo ortodosso sostiene che gli ebrei siano obbligati ad accettare i 13 principi della fede formulati da Maimonide nella sua introduzione al Capitolo Helek del Pirush Hamishnayot ("Commentario alla Mishnah"). Ciascun principio inizia con le parole Ani Maamin ("Io credo"). Il Principio numero 12 è quello principale riguardo al Mashiach. Il testo è il seguente:
Ani Maamin B'emunah Sh'leimah B'viyat Hamashiach. V'af al pi sheyitmahmehah im kol zeh achake lo b'chol yom sheyavo.

Io credo con fede assoluta nella venuta del Messia e, anche se dovesse tardare, pur tuttavia attendo ogni giorno la sua venuta.»

#### Ebraismo chassidico
Gli ebrei chassidici tendono avere una fede ardente e particolarmente ferma sulla venuta prossima del Messia e sulla capacità delle loro azioni di accelerare tale venuta. A causa della presunta devozione, saggezza e capacità di leadership dei loro Maestri, i membri delle comunità chassidiche a volte sono inclini a considerare i loro Rebbe dinastici come potenziali candidati del Messia. Molti ebrei, specialmente i chassidim, aderiscono alla convinzione che ci sia una persona nata ogni generazione con il potenziale di diventare il Messia, se il popolo ebraico giustifica la sua venuta; questo candidato è noto come lo Tzadik Ha-Dor, che significa Giusto della generazione. Tuttavia, pochi azzardano il nome di un probabile candidato.

### Ebraismo conservatore
L'ebraismo conservatore ha insegnamenti diversi e piuttosto vari. Mentre conserva i tradizionali riferimenti ad un redentore personale e recita preghiere per la restaurazione della Stirpe di Davide nella liturgia, gli ebrei conservatori sono più portati ad accettare l'idea di un'Era Messianica. Emet Ve-Emunah, la dichiarazione dei principi del movimento conservatore, afferma quanto segue:
Non sappiamo quando verrà il Messia, oppure se sarà una figura umana carismatica o un simbolo della redenzione dell'umanità dai mali del mondo. Attraverso la dottrina di una figura Messianica, l'Ebraismo ci insegna che ogni essere umano come individuo deve vivere come se lui o lei, individualmente, avesse la responsabilità di fare arrivare l'era messianica. Al di là di questo, noi ci facciamo eco delle parole di Maimonide basate sul profeta Abacuc (2:3), "se indugia, attendilo,
perché certo verrà e non tarderà".»
("Emet ve-Emunah: Statement of Principles of Conservative Judaism")

### Ebraismo riformato e ricostruzionista
L'ebraismo riformato e l'ebraismo ricostruzionista generalmente non accettano l'idea che verrà un Messia. Alcuni credono che potrà esserci un'Era Messianica (il "Mondo a venire") nel senso di un'"utopia", che tutti gli ebrei hanno l'obbligo di fare buone azioni per raggiungerla (da cui la tradizione del Tikkun Olam). Rispecchiando la sua posizione filosofica, l'ebraismo riformato – al contrario di quello conservatore – ha cambiato le preghiere tradizionali inserendo "Redenzione" al posto di "Redentore", rimuovendo anche le invocazioni per la restaurazione della Casa di Davide.
Nel 1999, la Central Conference of American Rabbis, ente ufficiale dei rabbini riformati americani, hanno prodotto una dichiarazione dei principi intitolata "A Statement of Principles for Reform Judaism", con lo scopo di descrivere e definire lo stato spirituale dell'ebraismo riformato moderno. In un commentario allegato alla dichiarazione, si afferma:
(CCAR Platforms)
L'ebraismo ricostruzionista respinge le idee sia di un Messia personale che di un'era messianica istituita divinamente. Insegna però che gli esseri umani possono contribuire a realizzare un migliore mondo futuro. Come ha fatto l'ebraismo riformato, anche quello ricostruzionista ha alterato le preghiere tradizionali in modo da non riferirsi più ad un Messia personale.

### Messianismo Chabad
Messianismo Chabad, o Messianismo Lubavitch, è un termine usato per descrivere una gamma di credi nell'ambito del movimento chassidico Chabad-Lubavitch, che riguarda il defunto leader Rabbi Menachem Mendel Schneerson e la sua presunta posizione di Messia ebraico. Mentre alcuni credono che il Rebbe sia morto ma che ritornerà in qualità di Messia, altri sono convinti che sia semplicemente "nascosto". La maggioranza nega l'idea che egli sia il Messia rivelato. La prevalenza di tali opinioni all'interno del movimento è disputata.
La credenza che Schneerson sia il Messia va indietro agli anni cinquanta; si rafforzò durante il decennio precedente alla sua morte nel 1994 ed è tuttora dibattuta, contestata e spesso rinfocolata anche nell'ambito di altri movimenti ebraici ortodossi.
Schneerson comunque dichiarò spesso che il Messia era vicino, esortando tutti a pregare per la sua venuta e di fare tutto il possibile affinché ciò avvenisse presto, compiendo atti di buona volontà e compassione. Alla fine degli anni ottanta, il Rebbe stimolò i suoi seguaci a coinvolgersi in attività di sensibilizzazione con lo scopo di far arrivare l'Era Messianica, fatto che creò controversie circa le credenze del movimento Chabad.